# 1960 no jornalismo
Nesta página encontrará referências aos acontecimentos directamente relacionados com o jornalismo ocorridos durante o ano de 1960.

## Eventos
- 1 de Janeiro - Entra em circulação o jornal Folha de S.Paulo.
- 6 de Dezembro - Entra em cena o famoso programa TV Rural, na RTP, transmitido pelo Engenheiro José Sousa Veloso.

Ficou.

## Nascimentos
| Data           | Nome             | Profissão                                                 | Nacionalidade | Observações | Ref   |
| -------------- | ---------------- | --------------------------------------------------------- | ------------- | ----------- | ----- |
| 11 de julho    | Mário Viana      | jornalista e dramaturgo                                   | Brasil        |             |       |
| 22 de julho    | Agostinho Santos | pintor, escritor e jornalista português                   | Portugal      |             | [ 1 ] |
| 12 de setembro | Jorge Lanata     | jornalista, escritor, documentarista, editor e radialista | Argentina     |             |       |

## Mortes
| Data | Nome                  | Profissão                          | Nacionalidade | Observações | Ref   |
| ---- | --------------------- | ---------------------------------- | ------------- | ----------- | ----- |
| ??   | Eduardo Frutuoso Gaio | escritor, jornalista e ferroviário | Portugal      | n. 1892     | [ 2 ] |